# Recopa Gaúcha de 2018
A Recopa Gaúcha de 2018 foi disputada entre Novo Hamburgo, campeão do Gauchão de 2017 e São José, campeão da Copa FGF de 2017. A primeira partida, que também foi valida pelo Campeonato Gaúcho de 2018, foi disputada em 24 de janeiro de 2018, no Estádio Passo d'Areia, enquanto a partida de volta foi disputada em 14 de março de 2018, no Estádio do Vale.

## Participantes
| Clube         | Cidade        | Classificação                        | Participação | Melhor Resultado    |
| ------------- | ------------- | ------------------------------------ | ------------ | ------------------- |
| Novo Hamburgo | Novo Hamburgo | Campeão do Campeonato Gaúcho de 2017 | 1ª           | Estreante           |
| São José-RS   | Porto Alegre  | Campeão da Copa FGF de 2017          | 2ª           | Vice-Campeão (2016) |

## Transmissão
- Brasil: Premiere
- Brasil: Rádio Bandeirantes, Rádio Grenal, Rádio Gaúcha e Rádio Guaíba

## Partidas

### Ida
| 24 de janeiro | São José-RS             | 2 – 1 | Novo Hamburgo | Estádio Passo d'Areia, Porto Alegre |
| 20:30         | Everton Alemão 71', 79' |       | 82' Juninho   | Árbitro: RS                         |

| São José | N. Hamburgo |

### Volta
| 14 de março | Novo Hamburgo | 0 – 1     | São José-RS    | Estádio do Vale, Novo Hamburgo |
| 19:30       |               | Relatório | 62' Igor Nobre | Árbitro: RS                    |

| N. Hamburgo | São José |

## Premiação
| Recopa Gaúcha de 2018         |
| Porto Alegre                  |
| ----------------------------- |
| São José Campeão (1.º título) |